# 가넷 (오쿠 하나코의 노래)
〈가넷〉(일본어: ガーネット 가넷토[*])은 일본의 여자 싱어송라이터 오쿠 하나코의 4번째 싱글이다. 2006년 7월 12일에 포니캐년에서 발매되었으며, 대한민국에서는 2018년 6월 1일에 포니캐년코리아를 통해 출시되었다.

## 수록곡
| #  | 제목                                         | 재생 시간 |
| -- | -------------------------------------------- | --------- |
| 1. | 〈ガーネット（弾き語り）→가넷 ―이키가타리―〉 |           |
| 2. | 〈変わらないもの→변하지 않는 것〉            |           |
| 3. | 〈ガーネット→가넷〉                          |           |